# Großsteingrab Bistrup Hegn 1
Das Großsteingrab Bistrup Hegn 1 war eine megalithische Grabanlage der jungsteinzeitlichen Nordgruppe der Trichterbecherkultur im Kirchspiel Birkerød in der dänischen Kommune Rudersdal. Es wurde im 19. Jahrhundert zerstört.

## Lage
Das Grab lag südlich von Birkerød in der Mitte des Waldgebiets Bistrup Hegn. In der näheren Umgebung gibt bzw. gab es zahlreiche weitere megalithische Grabanlagen.

## Forschungsgeschichte
Im Jahr 1884 führten Mitarbeiter des Dänischen Nationalmuseums eine Dokumentation der Fundstelle durch. Zu dieser Zeit waren keine baulichen Überreste mehr auszumachen. Eine weitere Dokumentation im Jahr 1942 kam zum gleichen Ergebnis.

## Beschreibung
Die Anlage besaß eine Hügelschüttung unbekannter Form und Größe. Ob ursprünglich eine Umfassung vorhanden war, ist unklar. Die Grabkammer ist wahrscheinlich als Urdolmen anzusprechen. Sie war ost-westlich orientiert und hatte einen rechteckigen Grundriss. Die Kammer bestand aus je einem Wandstein an allen vier Seiten.